# Муниципальное образование «Кырма»
Муниципальное образование «Кырма» — муниципальное образование со статусом сельского поселения в Баяндаевском районе Иркутской области России. Административный центр — село Байша.

## История
Было образовано слияние нескольких деревень Хилаевым Мандарханом Хахушковичем.

## Население
| 2010 | 2011 | 2012 | 2013 | 2014 | 2015 | 2016 |
| ---- | ---- | ---- | ---- | ---- | ---- | ---- |
| 452  | ↘450 | ↘443 | ↘433 | ↘421 | ↘404 | ↘392 |
| 2017 |      |      |      |      |      |      |
| ↘377 |      |      |      |      |      |      |

По результатам Всероссийской переписи населения 2010 года
численность населения муниципального образования составила 452 человека, в том числе 229 мужчин и 223 женщины.

## Состав сельского поселения
- Байша
- Малан
- Нагатай
- Тухум